# Секукуне II
Секукуне II (*д/н — після 1902) — кґосі (вождь) держави Марота народу педі.

## Життєпис
Онук Секукуне I, кґосі педі. Син Морвамоче II. Його батько фактично не панував, оскільки після полону діда був відсторонений від влади стрийком Мампуру II. Після стратити бурами 1883 року останнього, Секукуне II оголошується новим кґосі. Втім через молодий вік фактична влада зосередилася у стрийка Кґолоко, який отримав статус на кшталт регента.
Під час регентства Марота зберігала мирні відносини з Південно-Африканською республікою. 1898 року, посівши фактичну владу Секукуне II переорієнтувався на Велику Британію, намагаючись змусити бурів на чолі із комісаром Абелем Еразмусом залишити землі педі. Водночас заборонив діяльність християнських місіонерів, насамперед берлінського товариства. 
Фактично допомагав британцям під час Другої англо-бурської війни, розраховуючи повернути землі педі у східному Трансваалі. Проти нього виступив Кґолане, син кґосі Пхедеті I, якого підтримували бури. ще одним супротивником був Молекуту II, син кґосі Молекуту I. До 1900 року взяв гору над обома. 1901 року діяв спільно з Волтером Кітченером проти бурів.
1902 року уклав угоду про британський протекторат.  В якості визнання своєї влади наказав усім педі сплатити йому 1 шилінг. Невдовзі почалися конфлікти між бурами й педі, оскільки Секукуне II не бажав повертати першим захоплені ферми. британська адміністрація намагалася маневрувати між ними. 
Втім в жовтні вимушений був поступитися вимогам британців щодо роззброєння в обмін на відповідне роззброєння бурів на фермах. Проте останнє залишилося на папері. З цього часу військово-політична вага Секукане II різко зменшилася. Помер після цього через декілька років. Йому спадкував син Туларе II.